# لوئیس آنخل گونزالس مکچی
لوئیس آنخل گونزالس مکچی (انگلیسی: Luis Ángel González Macchi؛ زادهٔ ۱۳ دسامبر ۱۹۴۷) سیاستمدار، و وکیل اهل پاراگوئه است. وی از ۲۹ مارس ۱۹۹۹ تا ۱۵ اوت ۲۰۰۳ رئیس‌جمهور پاراگوئه بود.